# 天河 (航空機)
天河（てんが）は、大日本帝国海軍が計画したジェット戦闘爆撃機・陸上爆撃機。

## 概要
海軍航空技術廠（空技廠）によって陸上爆撃機「銀河」の後継機として開発が進められていた機体で、1943年（昭和18年）には開発が開始されており、1944年（昭和19年）に試作機種整理が行われた際も計画は続行されたが、計画段階のまま太平洋戦争の終戦を迎えている。また、1945年（昭和20年）に空技廠内に検討会が設けられ開発に着手されたとする資料も存在する。
搭載される予定だったエンジンは、空技廠が開発していた軸流式ターボジェットエンジン「ネ30（TR30）」（地上静止推力：850 kg）、あるいは日立「ネ230」軸流式ターボジェット（推力：885 kg）双発で、銀河にネ30を搭載した実験機によって試験を行ったのちに、天河の試作機が製作される予定だった。「銀河改」と形容できる機体、銀河を直接ジェット化した機体だったとする資料もある。なお、ネ30の一号機は1944年10月に完成していたが、終戦までに充分な試験が行われることはなかった。